# Megalomys desmarestii
Megalomys desmarestii је изумрла врста глодара из породице хрчкова (Cricetidae).

## Распрострањење
Пре изумирања, острво Мартиник.

## Станиште
Врста Megalomys desmarestii је имала станиште на копну.

## Угроженост
Ова врста је наведена као изумрла, што значи да нису познати живи примерци.